# The Matrimony
«The Matrimony» —en español: «El matrimonio»— es una canción por el artista estadounidense de hip hop Wale. Fue publicada el 2 de marzo de 2015, como el segundo sencillo de su cuarto álbum de estudio The Album About Nothing (2015). La canción, producida por Jake One, cuenta con la aparición del cantante Usher. The Matrimony alcanzó el puesto 87 en Estados Unidos en la lista del Billboard Hot 100.

## Posicionamiento en listas
| Listas (2015)                          | Mejor Posición |
| -------------------------------------- | -------------- |
| Estados Unidos (Billboard Hot 100)     | 87             |
| Estados Unidos (Hot R&B/Hip-Hop Songs) | 29             |
| Estados Unidos (Hot Rap Songs)         | 20             |